# ناوکی هاتا
ناوکی هاتا (انگلیسی: Naoki Hatta؛ زادهٔ ۲۴ ژوئن ۱۹۸۶) بازیکن فوتبال اهل ژاپن است.
از باشگاه‌هایی که در آن بازی کرده‌است می‌توان به باشگاه فوتبال جوبیلو ایواتا اشاره کرد.